# 578
578(오백칠십팔)은 577보다 크고 579보다 작은 자연수다.

## 수학
- 합성수로, 그 약수는 1, 2, 17, 34, 289, 578이다. 진약수의 합은 343이므로, 578은 부족수다.

## 과학
- NGC 578: 고래자리 방향에 있는 막대나선은하.
- 578 하펠리아(영어판): 소행성.

## 교통
- 유럽 고속도로 578호선: 루마니아 사라체루(영어판, 루마니아어판)에서 키키슈(영어판, 루마니아어판)까지 이어지는 유럽 고속도로.
- 578번 홋카이도도(일본어판): 홋카이도 아부타군 도야코정 내를 관통하는 일본의 도도.

## 문화유산
- 대한민국의 보물 제578호: 흥국사대웅전후불탱

## 기타
- 연도: 578년, 기원전 578년